# Усак-Кичу
Усак-Кичу (баш. Уҫаҡкисеү) — село в Бижбулякском районе Башкортостана. Административный центр Калининского сельсовета.

## Географическое положение
Расстояние до:
- районного центра (Бижбуляк): 24 км,
- ближайшей ж/д станции (Аксеново): 20 км.

## История
В «Списке населенных мест по сведениям 1870 года», изданном в 1877 году, населённый пункт упомянут как деревня Новая Васильева (Усак-Кичу) 1-го стана Белебеевского уезда Уфимской губернии. Располагалась при речках Менеузе и Тумаш-илге, влево от реки Демы до границы 2-го стана и правой стороны Стерлитамакского тракта, в 40 верстах от уездного города Белебея и в 12 верстах от становой квартиры в деревне Менеуз-Тамак. В деревне, в 69 дворах жили 435 человек (228 мужчин и 207 женщин, тептяри), были мечеть, училище, 2 мутовочные мельницы. Жители занимались пчеловодством.
До 1996 года называлась Новая Васильевка.
20 июля 2005 года административный центр Калининского сельсовета был перенесён из села Ермолкино в село Усак-Кичу.

## Население
| 2002 | 2009 | 2010 | 2016 |
| ---- | ---- | ---- | ---- |
| 824  | ↗839 | ↘767 | ↗774 |

Согласно переписи 2002 года, преобладающая национальность — татары (84 %).

## Религия
В селе есть мечеть.